# Sportjahr 1936
Liste der Sportjahre

◄◄ | ◄ | 1932 | 1933 | 1934 | 1935 | Sportjahr 1936 | 1937 | 1938 | 1939 | 1940 | ► | ►►

Weitere Ereignisse   · Olympische Spiele · Olympische Winterspiele

## Ereignisse

### Olympische Spiele

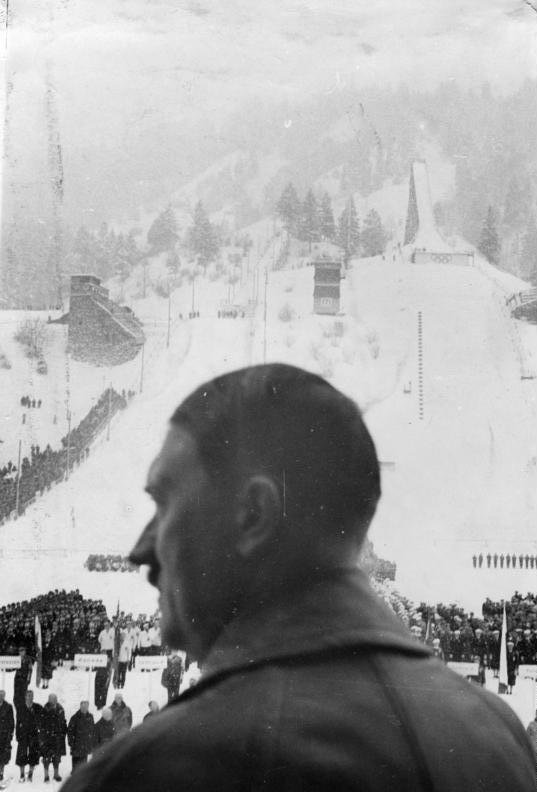
Adolf Hitler bei der Eröffnungsfeier der Olympischen Winterspiele

- 6. bis 16. Februar: Olympische Winterspiele 1936
- 1. bis 16. August: Olympische Spiele 1936
- Schach-Olympia 1936
- Die Volksolympiade in Barcelona muss wegen des Ausbruchs des Spanischen Bürgerkriegs abgesagt werden.

### Alpinismus
- 18. Juli bis 22. Juli: Bei einem Besteigungsversuch der Eiger-Nordwand kommen zwei Seilschaften ums Leben, darunter Andreas Hinterstoißer und Toni Kurz.

### Badminton
Höhepunkt des Badmintonjahres 1936 waren die All England, die Irish Open, die Scottish Open und die French Open.

#### Internationale Veranstaltungen
| Veranstaltung | Herreneinzel     | Dameneinzel      | Herrendoppel                            | Damendoppel                         | Mixed                           |
| ------------- | ---------------- | ---------------- | --------------------------------------- | ----------------------------------- | ------------------------------- |
| All England   | Frank Chesterton | Meriel Lucas     | Henry Norman Marrett George Alan Thomas | Mary K. Bateman Meriel Lucas        | Guy Sautter Dorothy Cundall     |
| French Open   | Ian Maconachie   | Marian Horsley   | Ian Maconachie K. Smedley               | Margaret Tragett Marian Horsley     | Ian Maconachie Marian Horsley   |
| Irish Open    | Ralph Nichols    | Thelma Kingsbury | Ian Maconachie James Rankin             | Marian Horsley Betty Uber           | Donald C. Hume Betty Uber       |
| Scottish Open | C. H. Whittaker  | Thelma Kingsbury | Thomas Boyle James Rankin               | Marjorie Henderson Thelma Kingsbury | Ian Maconachie Thelma Kingsbury |

### Fußball

#### Internationale Fußballveranstaltungen
- Europapokal der Fußball-Nationalmannschaften 1936 bis 1938
- 27. Dezember: Der Campeonato Sudamericano 1937 beginnt mit dem Eröffnungsspiel zwischen Brasilien und Peru.

#### Nationale Fußballmeisterschaften
- Deutsche Fußballmeisterschaft 1935/36
- Österreichische Fußballmeisterschaft 1935/36
- Schweizer Fussballmeisterschaft 1935/36

### Leichtathletik

#### Weltrekorde

##### Sprint
- 20. Februar: Jesse Owens, USA, läuft die 100 Meter der Herren in 10,2 s.
- 20. Juni: Jesse Owens, USA, läuft die 100 Meter der Herren in 10,2 s.
- 19. Juli: Archie Williams, USA, läuft die 400 Meter der Herren in 46,1 s.
- 4. September: Jesse Owens, USA, läuft die 200 Meter der Herren in 20,7 s.

##### Mittelstreckenlauf
- 30. Juli: Jewdokija Wassiljewa, Sowjetunion, läuft die 1500 Meter der Damen 4:47,2 min.
- 5. September: Jack Lovelock, Neuseeland, läuft die 1500 Meter der Herren in 3:47,8 min.
- 12. September: Glenn Cunningham, USA, läuft die 800 Meter der Herren in 1:49,7 min.

##### Hürdenlauf
- 16. Juni: Forrest Towns, USA, läuft die 110 Meter Hürden der Herren in 14,1 s.
- 19. Juli: Forrest Towns, USA, läuft die 110 Meter Hürden der Herren in 14,1 s.
- 27. August: Forrest Towns, USA, läuft die 110 Meter Hürden der Herren in 13,7 s.
- 26. Oktober: Forrest Towns, USA, läuft die 110 Meter Hürden der Herren in 13,7 s.

##### Gehen
- 28. Februar: Edgar Bruun, Norwegen, geht im 50.000-Meter-Gehen der Herren in 4:26:41 h.
- 7. Juli: Fritz Bleiweiß, Deutschland, geht im 20.000-Meter-Gehen der Herren in 1:33:25 h.

##### Sprungdisziplinen
- 4. Juli: George Varoff, USA, springt im Stabhochsprung der Herren 4,43 m.
- 12. Juli: Cornelius Johnson, USA, springt im Hochsprung der Herren 2,07 m.
- 4. August: George Varoff, USA, erreicht im Stabhochsprung der Herren 4,43 m.
- 6. August: Naoto Tajima, Japan, springt im Dreisprung der Herren 16 Meter.
- 12. August: Dave Albritton, USA, erreicht im Hochsprung der Herren 2,07 m.
- 12. August: Cornelius Johnson, USA, erreicht im Hochsprung der Herren 2,07 m.
- 5. September: Naoto Tajima, Japan, erreicht im Dreisprung der Herren 16,00 m.
- Harold Osborn, USA, springt im Standhochsprung 1,68 m, ein bis heute ungebrochener Rekord, da diese Disziplin danach nicht mehr offiziell ausgetragen wird.

##### Wurfdisziplinen
- 18. Juni: Matti Järvinen, Finnland, wirft im Speerwurf der Herren 77,23 m.
- 11. Juli: Gisela Mauermayer, Deutschland, wirft im Diskuswurf der Damen 48,31 m.
- 14. Juli: Gisela Mauermayer, Deutschland, erreicht im Diskuswurf der Damen 47,12 m.
- 14. Juli: Gisela Mauermayer, Deutschland, erreicht im Diskuswurf der Damen 47,99 m.

##### Mehrkampf
- 7. September: Glenn Morris, USA, erreicht im Zehnkampf der Herren 7900 Punkte.

### Motorsport

#### Motorradsport

##### Motorrad-Europameisterschaft
- Bei der auf dem Badberg-Viereck in Hohenstein-Ernstthal in Deutschland ausgetragenen Motorrad-Europameisterschaft wird in der 175-cm³-Klasse kein Titel vergeben, da keiner der Starter das Ziel erreicht.
- In der Viertelliterklasse gewinnt der Ire Henry Tyrell-Smith auf Excelsior vor den beiden Einheimischen Ewald Kluge (DKW) und Bernhard Port (Rudge).
- Bei den 350ern siegt der britische Norton-Werksfahrer Freddie Frith vor den beiden deutschen NSU-Piloten Oskar Steinbach und Heiner Fleischmann.
- In der Halbliterklasse siegt der Brite Jimmie Guthrie auf Norton vor dem Einheimischen Hermann Paul Müller (DKW) und seinem Landsmann John White (ebenfalls Norton).

##### Deutsche Motorrad-Straßenmeisterschaft
- Deutsche Meister werden Ewald Kluge (DKW, 250 cm³), Heiner Fleischmann (NSU, 350 cm³), Hermann Paul Müller (DKW, 500 cm³), Karl Braun / Ernst Badsching (DKW, Gespanne 600 cm³) und Hans Kahrmann / Heinrich Eder (DKW, Gespanne 1000 cm³).

### Radsport
- Giro d’Italia 1936
- Tour de France 1936
- Vuelta a España 1936
- UCI-Bahn-Weltmeisterschaften 1936

### Segeln
- Ozean-Wettfahrt Bermuda-Cuxhaven 1936

### Tischtennis
- Tischtennisweltmeisterschaft 1936 12. bis 18. März in Prag (Tschechoslowakei)
- Länderspiele Deutschlands (Freundschaftsspiele)
  - 3. März: Hamburg: D. - Schweden 1:4 (Herren)
  - 10. März: Dresden: D. - Frankreich 1:4 (Herren)
  - 10. März: Magdeburg: D. - Niederlande 6:1 (Damen + Herren)
  - 25. Oktober: München: D. - CSR 1:4 (Herren)
  - 6. Dezember: Göteborg: D. - Schweden 0:5 (Herren)

### Wintersport
- Alpine Skiweltmeisterschaften 1936
- Eishockey-Weltmeisterschaft 1936
- Eiskunstlauf-Weltmeisterschaften 1936
- Eiskunstlauf-Europameisterschaften 1936
- Olympische Winterspiele

## Geboren

### Januar
- 06. Januar: Darlene Hard, US-amerikanische Tennisspielerin († 2021)
- 11. Januar: Horst Strahl, deutscher Fußballspieler
- 13. Januar: Tomás Rolán, uruguayischer Fußballspieler († 2014)
- 16. Januar: Tinus Bosselaar, niederländischer Fußballspieler († 2018)
- 18. Januar: Hugh Anderson, neuseeländischer Motorradrennfahrer
- 25. Januar: Mark Wildman, englischer English-Billiards- und Snookerspieler († 2024)
- 27. Januar: Henri Grandsire, französischer Automobilrennfahrer und Schauspieler
- 27. Januar: Manfred Molzberger, deutscher Leichtathlet († 2003)

### Februar
- 03. Februar: Bob Simpson, australischer Cricketspieler († 2025)
- 05. Februar: Norma Thrower, australische Leichtathletin und Olympionikin
- 17. Februar: Johann Attenberger, deutscher Motorradrennfahrer († 1968)
- 17. Februar: Jim Brown, US-amerikanischer Footballspieler († 2023)
- 24. Februar: Mohamed Maouche, algerisch-französischer Fußballspieler und -trainer
- 27. Februar: Johannes Kaiser, deutscher Leichtathlet († 1996)
- 29. Februar: Henri Richard, kanadischer Eishockeyspieler († 2020)

### März
- 10. März: Sepp Blatter, Präsident des Weltfußballverbandes FIFA
- 12. März: Eddie Sutton, US-amerikanischer Basketballtrainer († 2020)
- 19. März: Eduard Gufeld, sowjetisch-ukrainischer Schachspieler († 2002)
- 20. März: Johanna Lüttge, deutsche Leichtathletin († 2022)
- 24. März: Alex Olmedo, US-amerikanischer Tennisspieler († 2020)
- 25. März: Carl Kaufmann, deutscher Leichtathlet († 2008)
- 26. März: Pierre Kerkhoffs, niederländischer Fußballspieler († 2021)

### April
- 04. April: Hans Grodotzki, deutscher Leichtathlet
- 05. April: Ronnie Bucknum, US-amerikanischer Automobilrennfahrer († 1992)
- 05. April: John Edgington, britischer Leichtathlet († 1993)
- 15. April: Petre Ivănescu, rumänischer Handballspieler und -trainer († 2022)
- 15. April: Raymond Poulidor, französischer Radrennfahrer († 2019)
- 16. April: Dieter Adler, deutscher Sportjournalist († 2024)
- 18. April: Zijad Arslanagić, bosnisch-jugoslawischer Fußballspieler († 2020)
- 24. April: Werner Reichenbach, deutscher Schachspieler († 2016)
- 25. April: Leonel Sánchez, chilenischer Fußballspieler († 2022)
- 26. April: Heinz Vollmar, deutscher Fußballspieler († 1987)

### Mai
- 04. Mai: Ekkehard Miersch, deutscher Schwimmer
- 07. Mai: Tony O’Reilly, irischer Rugbyspieler und Unternehmer († 2024)
- 11. Mai: Friedhelm Jesse, deutscher Fußballtorhüter († 2025)
- 23. Mai: Herbert Demetz, italienischer Automobilrennfahrer († 1965)
- 24. Mai: Werner von Moltke, deutscher Leichtathlet († 2019)
- 31. Mai: Héctor Demarco, uruguayischer Fußballspieler († 2010)

### Juni
- 02. Juni: Wolodymyr Holubnytschyj, ukrainischer Geher und Olympiasieger († 2021)
- 02. Juni: Eddie Strong, britischer Leichtathlet
- 03. Juni: Enric Gensana, spanischer Fußballspieler († 2005)
- 04. Juni: Lothar Pleuse, deutscher Tischtennisspieler
- 10. Juni: Eugenio Bersellini, italienischer Fußballspieler und -trainer († 2017)
- 13. Juni: Michel Jazy, französischer Leichtathlet († 2024)
- 14. Juni: Wolfgang Behrendt, deutscher Boxer
- 23. Juni: Paolo Barison, italienischer Fußballspieler und -trainer († 1979)
- 26. Juni: Hal Greer, US-amerikanischer Basketballspieler († 2018)

### Juli
- 01. Juli: Roger Staub, Schweizer Skirennläufer, Olympiasieger 1960 († 1974)
- 03. Juli: Leo Wilden, deutscher Fußballspieler († 2022)
- 05. Juli: George De Peana, guyanischer Leichtathlet († 2021)
- 05. Juli: Piet Fransen, niederländischer Fußballspieler († 2015)
- 10. Juli: O. Chandrasekhar, indischer Fußballspieler († 2021)
- 10. Juli: Silvan Kindle, liechtensteinischer Skirennläufer
- 24. Juli: Dan Inosanto, US-amerikanischer Kampfsportler
- 25. Juli: Gerry Ashmore, britischer Automobilrennfahrer († 2021)
- 25. Juli: Dave Sime, US-amerikanischer Sprinter († 2016)
- 26. Juli: Fritz Brühlmann, Schweizer Zweiradmechaniker († 2022)

### August
- 04. August: Claude Ballot-Léna, französischer Automobilrennfahrer († 1999)
- 05. August: Gordon Johncock, US-amerikanischer Automobilrennfahrer
- 12. August: Iosif Bükössy, rumänischer Fußballspieler und -trainer († 2006)
- 12. August: Rachid Mekhloufi, französisch-algerischer Fußballspieler und -trainer († 2024)
- 15. August: Lothar Buchmann, deutscher Fußballspieler und -trainer († 2023)
- 18. August: Derek Woodman, britischer Motorradrennfahrer
- 20. August: Bernhard Wessel, deutscher Fußballspieler († 2022)
- 21. August: Wilt Chamberlain, US-amerikanischer Basketballspieler († 1999)
- 28. August: Bert Schneider, österreichischer Motorradrennfahrer († 2009)
- 31. August: Holger Obermann, deutscher Fußballtorhüter und Fernsehreporter († 2021)

### September
- 10. September: Hans-Joachim Pathus, deutscher Leichtathlet und Leichtathletiktrainer († 2022)
- 13. September: Abderrahmane Soukhane, algerisch-französischer Fußballspieler († 2015)
- 15. September: Ashley Cooper, australischer Tennisspieler († 2020)
- 19. September: Al Oerter, US-amerikanischer Leichtathlet († 2007)

### Oktober
- 21. Oktober: Ion Cernea, rumänischer Ringer († 2025)
- 21. Oktober: Mahi Khennane, algerisch-französischer Fußballspieler und -trainer
- 23. Oktober: Jean-Pierre Hanrioud, französischer Automobilrennfahrer
- 27. Oktober: Dave Charlton, südafrikanischer Autorennmobilfahrer († 2013)
- 28. Oktober: Juan Carlos Harriott, argentinischer Polospieler († 2023)
- 30. Oktober: Polina Astachowa, ukrainische Turnerin († 2005)

### November
- 03. November: Roy Emerson, australischer Tennisspieler
- 03. November: Paula Marosi, ungarische Fechterin († 2022)
- 05. November: Klaus Enderlein, deutscher Motorradrennfahrer († 1995)
- 05. November: Uwe Seeler, deutscher Fußballspieler und Manager († 2022)
- 07. November: Al Attles, US-amerikanischer Basketballspieler und -trainer († 2024)
- 09. November: Conny Freundorfer, deutscher Tischtennisspieler († 1988)
- 09. November: Michail Tal, lettisch-sowjetischer Schachspieler († 1992)
- 10. November: Claudio Barrientos, chilenischer Boxer († 1984)
- 14. November: Rubén Héctor Sosa, argentinischer Fußballspieler († 2008)
- 15. November: Erwin Piechowiak, deutscher Fußballspieler († 2021)
- 16. November: Skip Barber, US-amerikanischer Autorennmobilfahrer
- 25. November: Gennadi Wiktorowitsch Waganow, sowjetischer Skilangläufer
- 30. November: Tulsidas Balaram, indischer Fußballspieler († 2023)

### Dezember
- 01. Dezember: Peter Sutcliffe, britischer Automobilrennfahrer und Unternehmer
- 06. Dezember: Heinz Hergert, deutscher Fußballspieler
- 11. Dezember: Erich Hagen, deutscher Radsportler († 1978)
- 12. Dezember: Iolanda Balaș, rumänische Hochspringerin († 2016)
- 12. Dezember: Hans Fischer, deutscher Motorradrennfahrer († 2008)
- 17. Dezember: Joseph Amlong, US-amerikanischer Ruderer († 2019)
- 19. Dezember: Remy A. Presas, philippinischer Kampfkunst-Trainer († 2001)
- 23. Dezember: Willie Wood, US-amerikanischer American-Football-Spieler († 2020)
- 26. Dezember: Trevor Taylor, britischer Automobilrennfahrer († 2010)
- 29. Dezember: Ray Nitschke, US-amerikanischer American-Football-Spieler († 1998)

### Datum unbekannt
- Siegfried Koch, deutscher Radrennfahrer

## Gestorben

### Januar
- 03. Januar: Pietro Bestetti, italienischer Radrennfahrer (* 1898)
- 06. Januar: François Beaugendre, französischer Radrennfahrer (* 1880)
- 09. Januar: Charles Aman, US-amerikanischer Ruderer (* 1887)
- 12. Januar: Franz Abbé, deutscher Kunstturner (* 1874)
- 18. Januar: Hermanus Brockmann, niederländischer Ruderer (* 1871)
- 27. Januar: Gideon Ericsson, schwedischer Sportschütze (* 1871)

### Februar
- 04. Februar: Rudolf Heydel, deutscher Automobilrennfahrer (* 1911)
- 07. Februar: Jacques Gaittet, französischer Eishockeyspieler (* 1889)
- 09. Februar: Ondřej Pukl, böhmischer Mittelstreckenläufer (* 1876)
- 25. Februar: Arthur Amundsen, norwegischer Turner (* 1886)
- 28. Februar: Nils Klein, schwedischer Sportschütze (* 1878)

### März
- 01. März: Auguste Godinet, französischer Segler (* 1853)
- 06. März: Robert Desmettre, französischer Wasserballspieler (* 1901)
- 06. März: Einar Sahlstein, finnischer Turner (* 1887)
- 09. März: Leonie Taylor, US-amerikanische Bogenschützin (* 1870)
- 13. März: Gunnar Höjer, schwedischer Turner (* 1875)
- 16. März: Thomas Pleisch, Schweizer Eishockeyspieler (* 1913)
- 15. März: Sebastião Wolf, brasilianischer Sportschütze (* 1869)
- 18. März: Uno Häggman, finnischer Leichtathlet (* 1882)
- 25. März: Edmond Bourlier, französischer Autorennmobilfahrer (* 1895)
- 26. März: Kurt Stenberg, finnischer Turner (* 1888)
- 26. März: Fleetwood Varley, britischer Sportschütze (* 1862)

### April
- 01. April: Veli Nieminen, finnischer Turner (* 1886)
- 05. April: Chandler Egan, US-amerikanischer Golfspieler (* 1884)
- 08. April: Conrad Böcker, deutscher Turner (* 1870)
- 30. April: Oran Pape, US-amerikanischer American-Football-Spieler (* 1904)

### Mai
- 24. Mai: Henry Sutton, britischer Segler (* 1868)
- 26. Mai: Emil Freymark, US-amerikanischer Hochspringer (* 1876)
- 31. Mai: Chester Bowman, US-amerikanischer Leichtathlet (* 1901)

### Juni
- 06. Juni: Aurel Guga, rumänischer Fußballspieler (* 1898)
- 09. Juni: Johannes van Spengen, niederländischer Radrennfahrer (* 1887)
- 13. Juni: Franz Schuh, österreichischer Schwimmer (* 1891)
- 16. Juni: Lorenzo Mangiante, italienischer Turner (* 1891)
- 16. Juni: Édouard Van Haelen, belgischer Schwimmer (* 1895)
- 17. Juni: Harry Kerr, kanadischer Sportschütze (* 1856)
- 18. Juni: Antal Szebeny, ungarischer Ruderer (* 1886)
- 19. Juni: Toni Babl, deutscher Motorradrennfahrer (* 1906)
- 27. Juni: Bernard Rubin, britischer Automobilrennfahrer (* 1896)

### Juli
- 07. Juli: Francis Connolly, US-amerikanischer Weit- und Dreispringer (* 1873)
- 08. Juli: Ernest Sutherland, neuseeländisch-südafrikanischer Leichtathlet (* 1894)
- 11. Juli: Herbert Drury, britischer Turner (* 1883)
- 19. Juli: Marcel Lehoux, französischer Automobilrennfahrer (* 1888 oder 1889)
- 19. Juli: Hans Winkler, deutscher Motorradrennfahrer (* 1898)
- 28. Juli: Camillo Müller, österreichischer Fechter und Sportfunktionär (* 1870)

### August
- 06. August: Holger Frederiksen, dänischer Fußballspieler (* 1881)
- 07. August: Frank Dummerth, US-amerikanischer Ruderer (* 1871)
- 09. August: Viktor Voß, deutscher Tennisspieler (* 1868)
- 14. August: Nicolae Berechet, rumänischer Boxer (* 1915)
- 30. August: Albert Schneider, deutscher Motorradrennfahrer (* 1900)
- 31. August: Gustav Almgren, schwedischer Fechter (* 1906)

### September
- 16. September: Jean-Baptiste Charcot, französischer Segler und Polarforscher (* 1867)
- 22. September: Oswald Rathmann, deutscher Radrennfahrer (* 1891)

### Oktober
- 06. Oktober: George Vivian, kanadischer Sportschütze (* 1872)
- 08. Oktober: Hugo Hardy, deutscher Tennisspieler (* 1877)
- 14. Oktober: Willem van Blijenburgh, niederländischer Fechter (* 1881)
- 14. Oktober: Luis Cerrilla, mexikanischer Fußballspieler (* 1906)
- 21. Oktober: Zoltán Eötvös, ungarischer Eisschnellläufer (* 1891)
- 26. Oktober: Rodney Heath, australischer Tennisspieler (* 1884)

### November
- 08. November: Victor Lardanchet, französischer Rugbyspieler (* 1863)
- 23. November: Jacques Sautereau, französischer Krocketspieler (* 1860)
- 27. November: Robert de Vogüé, französischer Geschäftsmann, Funktionär, Politiker und Marineoffizier (* 1870)

### Dezember
- 08. Dezember: Nils Johansson, schwedischer Eishockeyspieler (* 1904)
- 09. Dezember: Harold Kauffman, US-amerikanischer Tennisspieler (* 1875)
- 09. Dezember: Magnus Wegelius, finnischer Turner, Leichtathlet und Sportschütze (* 1884)
- 20. Dezember: Hans Leutelt, tschechoslowakischer Radrennfahrer (* 1914)
- 25. Dezember: Ole Østervold, norwegischer Segler (* 1872)
- 30. Dezember: Ronald Thomas, australischer Tennisspieler (* 1888)
- 000Dezember: Alexander Lebzelter, österreichischer Feldhockey-, Eishockey- und Bandyspieler (* 1891)

### Genaues Datum unbekannt
- Héctor Belo, uruguayischer Fechter (* 1905)
- Georges Garnier, französischer Fußballspieler (* 1878)
- Georg Kunisch, deutscher Schwimmer (* 1893)